# Arboreto Jenkins
Jenkins Arboretum es un arboreto y jardín botánico sin ánimo de lucro de 18.62 hectáreas (46 acres) de extensión en Devon, en el corazón del "the Main Line" de Filadelfia, Estados Unidos.
El código de identificación del Jenkins Arboretum como miembro del "Botanic Gardens Conservation Internacional" (BGCI), así como las siglas de su herbario es JADP.

## Localización
Jenkins Arboretum 631 Berwyn Baptist Road, Devon, Chester county, Pennsylvania PA 19333, United States of America-Estados Unidos de América.
Planos y vistas satelitales.40°03′41.98″N 75°25′57.36″O / 40.0616611, -75.4326000
Se encuentra abierto a diario y la entrada es gratuita. 

## Historia
El Arboretum fue creado por H. Lawrence Jenkins en 1968 como un monumento vivo a su esposa Elisabeth Phillippe Jenkins. En su testamento, el Sr. Jenkins estableció que la propiedad de 20 acres fuera convertida en un bien público "parque, arboreto, y santuario de vida silvestre para uso de las organizaciones públicas y responsables que participen en el estudio de silvicultura, horticultura y fauna para los propósitos educativos y científicos ... "
En 1972 la señora Luisa P. Browning donó 26 acres (110,000 m²) de la propiedad colindante al Arboretum, lo que lo amplió al más del doble de su tamaño.
Los primeros estudios de la propiedad determinaron que las mejores plantas para crecer en el suelo rocoso, y ácido serían aquellas pertenecientes a la familia del brezo (Ericaceae). Las más llamativas miembros de la familia, rhododendron y azaleas fueron elegidos como la colección principal. 
El Arboreto fue oficialmente abierto al público en 1976 y hoy cuenta con una de las colecciones más importantes de azaleas y rododendros en el país. 

## Colecciones
El arboreto Jenkins es uno de los principales atractivos hortícolas y ambientales del este de Pensilvania. 
El Arboreto es una de las principales vitrinas hortícolas de Pensilvania de árboles nativos, arbustos, rododendros, azaleas, laureles, arándanos, helechos y flores silvestres. 
Entre las colecciones especiales:
- Hemerocallis con 250 taxones,
- Rhododendron con especies procedentes de todo el mundo, con 100 taxones,
- Azaleas con 440 taxones

Siendo además de jardín botánico, una reserva de naturaleza del bioma de rápida desaparición de los ambientes naturales del condado de Chester, presenta un modelo a seguir por otros. 
Con sus colecciones vivas de plantas con flores y árboles, el Arboreto sirve como una herramienta educativa para los niños y adultos para la administración de este ecosistema forestal. 
El Arboretum es el hábitat de muchas variedades de fauna, como garcita verdosa, zorros, martín gigante norteamericano, halcones de cola roja, búhos, ardillas voladoras, tortugas, y 108 especies de aves identificadas. 